# 배트맨 언리미티드: 동물적 본능
《배트맨 언리미티드: 동물적 본능》(영어: Batman Unlimited: Animal Instincts)은 2015년 배트맨 비디오 애니메이션 영화이다. 마텔사의 배트맨 장난감 라인업 '배트맨 언리미티드'의 홍보 목적으로 제작되었으며, 캐릭터 디자인도 장난감을 따랐다. 부치 루키치 감독이 연출했다. 내용은 동물형 슈퍼빌런들의 단체 공격을 막는 배트맨과 다른 히어로들의 이야기. 배트맨, 그린 애로우, 플래시, 나이트윙, 레드 로빈, 펭귄, 치타, 킬러 크록, 맨배트, 실버백이 등장한다.

## 성우진
- 로저 크레이그 스미스 - 배트맨
- 데이나 스나이더 - 펭귄
- 크리스 디아만토풀로스 - 그린 애로우
- 로라 베일리 - 치타
- 존 디마지오 - 킬러 크록
- 윌 프리들 - 나이트윙
- 유리 로언솔 - 레드 로빈
- 필 러마 - 맨배트
- 찰리 슐래터 - 플래시
- 로버트 콘스탄초 - 실버백
- 리처드 엡카 - 제임스 고든 경사
- 앨러스터 덩컨 - 알프레드 페니워스
- 어맨다 트루프 - 글래디스 윈즈미어
- 매슈 머서 - 기계 경비원
- 에릭 바우자
- 모 콜린스
- 키스 퍼거슨